# Sanbangsan
Sanbangsan är ett berg i Sydkorea. Det ligger på ön Jeju i provinsen med samma namn, i den södra delen av landet, 500 km söder om huvudstaden Seoul. Toppen på Sanbang-san är 395 meter över havet. 

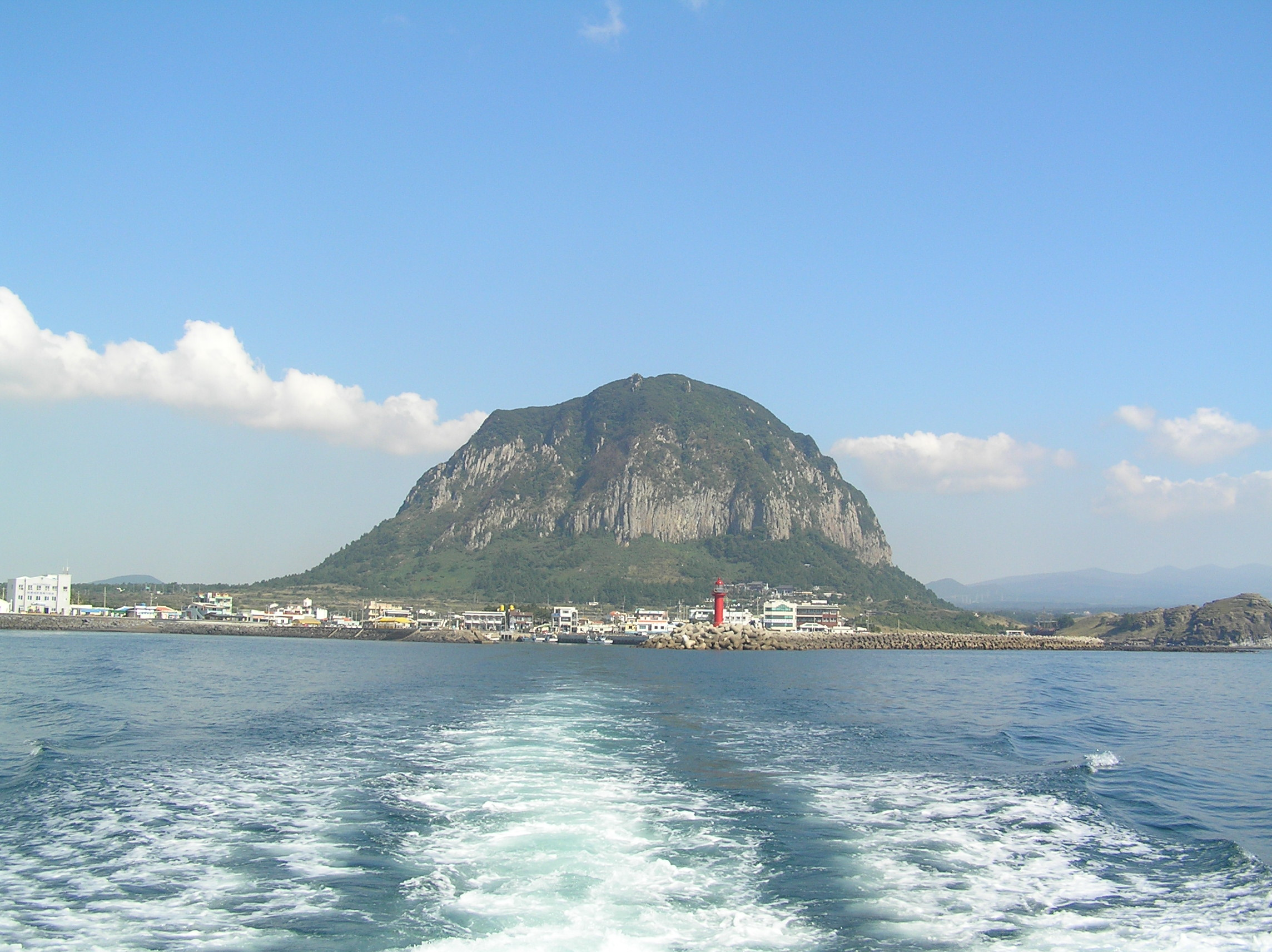
Sanbangsan sett från havet